# پولتو
پولتو (به بلغاری: Poleto) یک منطقهٔ مسکونی در بلغارستان است که در استان بلاگووگراد واقع شده است.